# Liste der Bodendenkmäler in Mickhausen
Auf dieser Seite sind die Bodendenkmäler in der schwäbischen Gemeinde Mickhausen zusammengestellt. Diese Tabelle ist eine Teilliste der Liste der Bodendenkmäler in Bayern. Grundlage ist die Bayerische Denkmalliste, die auf Basis des Bayerischen Denkmalschutzgesetzes vom 1. Oktober 1973 erstmals erstellt wurde und seither durch das Bayerische Landesamt für Denkmalpflege geführt wird. Die folgenden Angaben ersetzen nicht die rechtsverbindliche Auskunft der Denkmalschutzbehörde.

## Bodendenkmäler der Gemeinde

### Bodendenkmäler in der Gemarkung Grimoldsried
| Lage                                   | Objekt | Akten-Nr.     | Bild           |
| -------------------------------------- | --- | ------------- | -------------- |
| Grimoldsried Schulstraße 10 (Standort) | Mittelalterliche und frühneuzeitliche Befunde im Bereich der Katholischen Pfarrkirche St. Stephan in Grimoldsried. Siehe auch: Grimoldsried | D-7-7729-0052 | weitere Bilder |

### Bodendenkmäler in der Gemarkung Mickhausen
| Lage                                                              | Objekt | Akten-Nr.     | Bild                                          |
| ----------------------------------------------------------------- | --- | ------------- | --------------------------------------------- |
| Mickhausen Schlosshof 3; Schlosshof 1; Schlosshof 2 (Standort)    | Mittelalterliche und frühneuzeitliche Befunde im Bereich des Schlosses. Siehe auch: Schloss Mickhausen                                                  | D-7-7729-0055 | Mittelalterliche und frühneuzeitliche Befunde |
| Mickhausen Mühlfeldstraße; Pfarrer-Sales-Baur-Straße 5 (Standort) | Mittelalterliche und frühneuzeitliche Befunde im Bereich der Katholischen Pfarrkirche St. Wolfgang in Mickhausen. Siehe auch: St. Wolfgang (Mickhausen) | D-7-7729-0057 | weitere Bilder                                |

### Bodendenkmäler in der Gemarkung Münster
| Lage                            | Objekt | Akten-Nr.     | Bild                                          |
| ------------------------------- | --- | ------------- | --------------------------------------------- |
| Münster Klosterweg 3 (Standort) | Mittelalterliche und frühneuzeitliche Befunde im Bereich der Katholischen Filialkirche St. Benedikt in Münster. | D-7-7729-0014 | Mittelalterliche und frühneuzeitliche Befunde |

### Bodendenkmäler in der Gemarkung Reinhartshofen
| Lage                      | Objekt                                     | Akten-Nr.     | Bild |
| ------------------------- | ------------------------------------------ | ------------- | ---- |
| Reinhartshofen (Standort) | Grabhügel vorgeschichtlicher Zeitstellung. | D-7-7729-0015 |      |